# S Lyncis
S Lyncis är en pulserande variabel av Mira Ceti-typ  i stjärnbilden Lodjuret. 
Stjärnan varierar mellan magnitud +8,5 och 14,8 med en period av 297,0 dygn.